# Gina Pellón
Gina Pellón (Cumanayagua, 26 de diciembre de 1926 - París, 26 de marzo de 2014) fue una artista cubana, conocida por sus pinturas y obras gráficas de mujeres abstractas de colores fuertes. 

## Biografía
Nació en 1926 en la pequeña ciudad de Cumanayagua (provincia de Cienfuegos). En 1959 se exilió en Francia, y nunca regresó a Cuba.
En 1960 realizó su primera muestra individual en la Klute Gallery de Lucerna (Suiza), y a partir de ese momento expuso sus obras cada año. Sus obras están representadas en la Florida (Estados Unidos) por The Americas Collection.
Tenía una fuerte relación con los artistas del movimiento CoBrA y la inspiración de este se ve en sus retratos de mujeres.